# مارك رايلي (لاعب كرة قدم)
مارك رايلي (بالإنجليزية: Mark Reilly)‏ هو لاعب كرة قدم بريطاني في مركز الوسط، ولد في 30 مارس 1969 في بلزهيل ‏ في المملكة المتحدة. شارك مع منتخب اسكتلندا الثانوي لكرة القدم ‏. أما مع النوادي، فقد لعب مع سانت جونستون ونادي ريدنغ ونادي سانت ميرين ونادي كيلمارنوك ونادي ماذرويل.

## وصلات خارجية
- مارك رايلي (لاعب كرة قدم) على موقع قاعدة بيانات كرة القدم.إي يو (الإنجليزية)
- مارك رايلي (لاعب كرة قدم) على موقع Soccerbase.com (لاعب) (الإنجليزية)